# Solució mineral mestra
El Miracle Mineral Supplement (MMS), conegut com a solució mineral mestra o suplement mineral miraculós, és una solució tòxica d'un 28% de clorit de sodi en aigua destil·lada. El producte conté essencialment el mateix ingredient que el lleixiu industrial abans d'"activar-se" amb un àcid apte per al consum humà (en general, àcid cítric al 40%). El nom fou inventat per Jim Humble en el seu llibre autoeditat de 2006 The Miracle Mineral Solution of the 21st Century (La solució mineral miraculosa del segle XXI).
L'MMS es promou de manera falsa i perillosa com a cura del COVID-19, el VIH, la malària, l'hepatitis vírica, la grip H1N1, el refredat, l'autisme, l'acne, el càncer, l'ebola i d'altres malalties. No hi ha assajos clínics que proporcionin evidència que recolzi aquestes afirmacions, que es basen només en informacions parcials i anecdòtiques i, sobretot, en el llibre de Humble. El 14 de maig de 2010 el govern espanyol va ordenar la retirada del mercat de qualsevol elaboració d'aquest producte i va alertar dels seus efectes adversos. El govern dels EUA va fer el mateix uns mesos després.
El clorit de sodi, que per oxidació esdevé diòxid de clor (ClO₂), és un dels components de la solució MMS, però els tres termes no són sinònims, malgrat que sovint s'emprin erròniament d'aquesta manera. Se n'han fet moltes més solucions i té altres usos. Per exemple, n'existeix una versió més diluïda, anunciada amb el nom de "solució de diòxid de clor" (en anglès: Chlorine Dioxide Solution, CDS). Una altra solució, en aquest cas de l'empresa Shore Limited, elaborada també amb clorit de sodi, obtingué el 19 de juny del 2013 el reconeixement de la Comissió Europea com a medicament orfe, però només per a tractar l'esclerosi lateral amiotròfica. El clorit de sodi també és usat pels dentistes en rentats de la boca, pastes de dents i gels, esprais bucals, com gotes pels ulls, i en solucions netejadores de lents de contacte.